# Septický mor

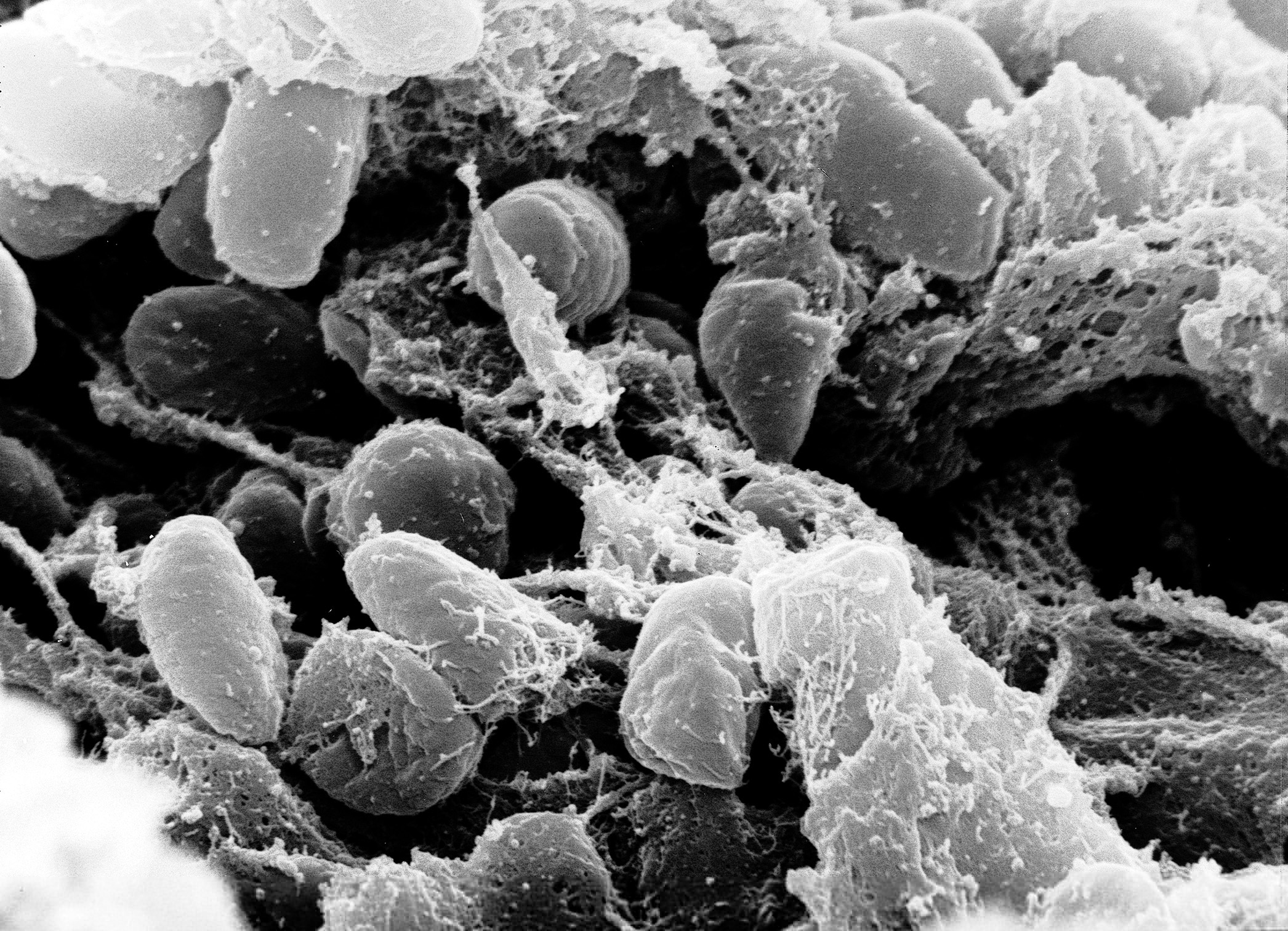
Snímek bakterie Yersinia pestis pořízený skenovacím elektronovým mikroskopem

Septický mor je jedna z forem moru, smrtelné nemoci způsobené bakterií Yersinia pestis.
Jelikož bakterie se pohybuje v krvi, mohou být ovlivněny i jiné orgány, například slezina a mozek. Difúzní infekce může spustit imunologickou kaskádu, která vede k diseminované intravaskulární koagulaci způsobující krvácení a nekrózu kůže a tkání. Tato roztroušená infekce (sepse) způsobuje úmrtí až ve 22 % případů; není-li včas zahájena léčba antibiotiky, je nemoc smrtelná téměř vždy.